# 悲しい女
「悲しい女」（かなしいおんな）は、1992年1月21日発売にポニーキャニオンから発売された研ナオコの42枚目のシングル。

## 概要
前作『冬のカトレア海岸』から3年ぶりのシングルで、オリジナルアルバム『Re NAOKO -悲しい女-』の先行シングル。
2曲共に、作詞と作曲は谷村新司が担当した。
「悲しい女」は、TBC「グッドエステティシャンがいます」CMソングとテレビ朝日系『華麗にAh!so』のエンディングテーマにそれぞれ使用された。

## 収録曲
- 全作詞・作曲：谷村新司／編曲：若草恵

1. 悲しい女
  - TBC「グッドエステティシャンがいます」CMソング
  - テレビ朝日系『華麗にAh!so』エンディングテーマ
2. 綺麗になりたい